# Exodusters
 (novembre 2018).
Exodusters est le nom donné aux afro-américains qui ont migré à partir des États le long du Mississippi vers le Kansas à la fin du XIXe siècle, dans le cadre du Mouvement Exoduster ou Exode de 1879. C'est la première migration générale des noirs à la suite de la Guerre de Sécession. Le mouvement reçoit un soutien organisationnel de personnalités de premier plan, Benjamin Singleton du Tennessee et Henry Adams de la Louisiane. Près de quarante mille Exodusters ont quitté le Sud des États-Unis pour s'installer dans le Kansas, l'Oklahoma et le Colorado.

## Les causes de l'exode

### Conditions de vie des Noirs dans le Sud post-Reconstruction
À cette époque, la principale cause de la migration noire du Sud était d'échapper à la violence raciale ou à la « démolition » par les groupes suprématistes blancs tels que le Ku Klux Klan et la White League et à la généralisation de la répression sous couvert des Black Codes, des lois discriminatoires qui ont fait des Noirs des citoyens de deuxième classe après la Reconstruction. Des miliciens agissent avec une impunité quasi totale, et aucune autre préoccupation n'a eu plus d'importance pour la majorité des Noirs du Sud vivant à la campagne. Compte tenu du niveau extrême de la discrimination et de l'intimidation violente envers les Noirs rencontrés dans le Sud rural, les Exodusters peuvent plus précisément être décrits comme des réfugiés.
Bien que les Noirs soient considérablement plus nombreux que les Blancs en Louisiane, la résistance armée noire était pratiquement inconcevable. Selon William Murrell, témoignant pour le Sénat des États-unis : « les Blancs de la Louisiane sont mieux armés et équipés maintenant qu'au cours de la guerre ». Comme preuve de l'anarchie, qui a permis les activités terroristes de la White League de Louisiane dans le milieu des années 1870, la Ligue « a réussi à s'emparer d'une énorme cache d'armes de l'arsenal à la Nouvelle-Orléans...d'une valeur d'environ 67 000 $ » volée directement au gouvernement des États-unis.
Les Exodusters ne fuyaient pas seulement les groupes extrémistes comme le KKK. En fait, tout au long de la Reconstruction une majorité des blancs du Sud a continué à avoir du ressentiment envers l'émancipation noire, générant une atmosphère d'oppression générée par tous les segments de la société blanche. La majeure partie de la migration noire, dont l'Exode de 1879, a été stimulée par les très mauvaises perspectives économiques de travail pour les Noirs dans le Sud rural. La dépression des années 1870 a exacerbé les politiques racistes des commerçants et des planteurs blancs, qui cherchent à compenser leurs pertes agricoles par l'augmentation des prix et des taux d'intérêt pour les Noirs.
La plupart des états du Sud ont complètement sapé les efforts fédéraux de la Reconstruction visant à promouvoir l'accès à la propriété terrienne comme « billet pour la liberté économique et l'égalité » pour les Noirs. Par exemple, en 1865, le Code noir de l'état du Mississippi interdit la vente ou la location de terres à des Noirs. Par voie de conséquence, dans de grandes parties du Mississippi, moins de 1 pour 100 des travailleurs noirs possèdent un terrain ou une maison.
Par contrecoup du Compromis de 1877 et des campagnes politiques traumatisantes de 1878 en Louisiane, le risque d'une résistance noire organisée avait atteint un degré de désespoir, entraînant l'Exode de 1879. L'oppression politique et économique a été appliquée par des moyens légaux et illégaux, dans les rues et dans les contrats, à la fois aux niveaux local et fédéral. L'activisme politique noir sur le terrain, illustré par l'action exemplaire de Henry Adams en Louisiane, ne fonctionnait que dans un secret total et un grand risque d'assassinat. Ces efforts ont finalement été repoussés hors des communautés rurales et dans la Nouvelle-Orléans, où de nombreux organisateurs, dont Adams, se sont retrouvés exilés.

### Millénarisme
Le mouvement Exoduster a été caractérisé comme un exemple de millénarisme, en ce que de nombreux exodusters ont créé des colonies qu'ils croyaient être leur nouvelle Terre Promise. Que le voyage de ces réfugiés ait été appelé un « exode », un mot de l'Ancien Testament, en référence à la fuite des Juifs hors d'Egypte, indique que le mouvement avait des motivations spirituelles. L'aspect millénariste de l'Exode a été le plus flagrant dans le Tennessee, où le prosélytisme bruyant Benjamin "Pap" Singleton a trouvé l'adhésion noire la plus enthousiaste et un public blanc plus accommodant.

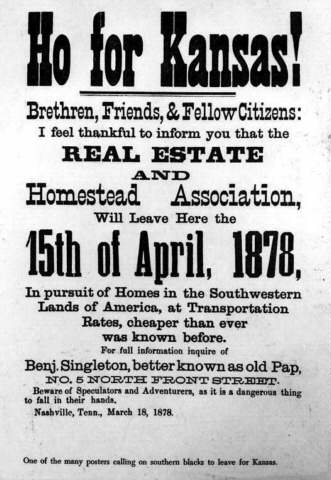
Copie d'un prospectus "Ho For Kansas!".

### Rôle du leadership noir
Bien que soient d'une certaine façon cruciaux pour l'Exode les rôles de leaders de la communauté comme Singleton et Adams, de facilitateurs blancs comme Thomas Conway, de politiciens et de philanthropes blancs, la migration en fin de compte est le résultat de la misère collective des noirs sudistes et de l'initiative individuelle par les migrants potentiels. Les dirigeants politiques noirs de l'époque, tels que Adams et Singleton au niveau local, ou Frederick Douglass et le sénateur du Mississippi Blanche K. Bruce au niveau national, ont été limités dans leur capacité à influencer la population noire du sud. Pour cette raison, au cours de l'après-période de Reconstruction, les Noirs ne jouissent d'aucun dirigeant national véritablement représentatif.

## Terres promises

### Kansas Vs. Liberia
Avant l'Exode de 1879 au Kansas, les Noirs du sud étaient convoqués pour débattre de l'option de l'émigration, de façon à la fois formelle et informelle. Des délégués de la Louisiane, du Mississippi, de l'Alabama, du Texas, de l'Arkansas et de la Géorgie se sont rencontrés lors d'une conférence à la Nouvelle-Orléans en 1875 et ont discuté de l'émigration noire vers des territoires à l'ouest et vers le Liberia. L'implantation noire à l'extérieur du Sud en tant que résultat de l'émigration a été appelée « colonisation » et le comité réuni de la Nouvelle-Orléans est devenu un acteur à part entière de l'organisation baptisée « Conseil de la colonisation ». Le Conseil a tenu ses premières réunions publiques en 1877. Les réunions du Conseil se composaient de l'écriture de discours et de la rédaction et la signature de pétitions, avec près de 98 000 hommes, femmes et enfants de la Louisiane enregistrés sur les listes d'émigration.
Le Liberia s'est avéré une destination peu réaliste pour les réfugiés noirs à la fois d'un point de vue financier et logistique. Comme le pays de John Brown, le Kansas avait combattu férocement pour son statut d'État libre et mis un point d'honneur au traitement équitable des immigrants noirs,. Le Kansas n'a pas activement encouragé les Exodusters ; plutôt, l'égalité des chances offrait une attitude plus accueillante en comparaison de la majeure partie du pays.

### La réalité au Kansas
Les Exodusters qui ont le mieux réussi sont ceux qui se sont installés dans les centres urbains et trouvé du travail comme domestiques ou ouvriers. Presque tous les autres Exodusters ont tenté de s'installer dans des fermes dans les hautes terres du Kansas, qui présentent les obstacles les plus redoutables pour les petits agriculteurs. Les hautes terres étaient les seules terres disponibles à l'achat après que les squatters, les chemins de fer et les spéculateurs ont pris les meilleures terres agricoles. Compte tenu du défi agricole de cultiver ces terres, de nombreux Exodusters étaient toujours autant démunis un an après leur arrivée.

## Réponse à l'exode
L'Exode de 1879 consistait principalement en réfugiés fuyant le Mississippi et la Louisiane entre mars et mai, et le Texas plus tard dans l'année. Il y a une incertitude considérable sur l'époque comme sur le nombre réel d'Exodusters qui sont arrivés à Saint-Louis. Cependant, le Colored Relief Board estime qu'environ 20 000 Exodusters atteignent la ville, entre 1879 et 1880 ; le St-Louis Globe-Democrat cité 6 206 arrivant entre mars et avril 1879.
De nombreux capitaines de bateau à vapeur ayant refusé de transporter des migrants à travers la Rivière Mississippi, des milliers d'Exodusters se sont retrouvés bloqués pendant des mois à Saint-Louis. Les églises noires de Saint-Louis, en collaboration avec des philanthropes de l'Est des États-Unis, forment le Colored Relief Board et la Kansas Freedmen's Aid Society afin d'aider les personnes en détresse de Saint-Louis à atteindre le Kansas. Contrairement à la collecte de fonds réussie dans le Kansas, « les fonctionnaires de Saint-Louis ont découragé les Exodusters chaque fois que possible » et, par conséquent, la charge des Exodusters bloqués tomba entièrement sur la communauté noire de Saint-Louis. D'autres organisations de secours ont été financées par les Quakers et d'autres abolitionnistes dans les états du nord et en Angleterre. La Kansas Freedmen's Aid Society a récolté environ 70 000 $ en soutien à la migration et à l'installation des Exodusters, dont 13 000 $ qui venaient d'Angleterre.
L'échec des gouvernements fédéraux et d'état à soutenir financièrement les migrants noirs peut être attribué à la fois à l'incompétence bureaucratique (comme dans le cas du maire de Kansas à qui a été refusée une aide temporaire du secrétariat à la guerre, en raison d'une juridiction du Congrès) et aux préférences du XIXe siècle pour un gouvernement au champ d'action limité. Au niveau local, le maire de Topeka Michael C. Case a refusé de consacrer des fonds municipaux à l'aide aux Exodusters, croyant que l'argent serait mieux dépensé à les renvoyer vers le Sud. En outre, une grande partie de la population blanche pauvre éprouvait de la rancœur vis-à-vis des efforts d'aide envers les immigrants noirs.

La réponse politique des Démocrates blancs du sud, et de certains conservateurs « représentant » les hommes noirs, est marquée de dégoût et d'incompréhension. Ils doutaient des intentions de la philanthropie blanche dans l'aide à la migration noire ; en fait, ils étaient convaincus d'arrière-pensées. Ils ont nié catégoriquement les allégations de difficultés économiques et d'oppression politique comme des facteurs de motivation pour le départ noir. 
. Par solidarité, le parti Démocratique dans son ensemble « a refusé d'admettre la réalité de l'anarchie du Sud, parce que beaucoup de crimes ont été perpétrés par des Démocrates, généralement pour la promotion de leur parti ». En revanche, l'opinion minoritaire du Sénat, représentée dans un rapport par le Sénateur du Minnesota, William Windom, et celui du New Hampshire, Henry W. Blair, a utilisé le témoignage direct d'éminentes figures noires et s'est tenue à leurs côtés. En fin de compte, cependant, la majorité démocrate au Congrès s'est assurée qu'aucune loi ne soit adoptée à l'appui du mouvement d'Exode. Des projets de loi pour l'aide aux réfugiés, introduit par le sénateur du Kansas, John J. Laporte et le Représentant de l'Ohio James A. Garfield sont morts durant leur étude en comité.
Des enquêtes du Sénat ont débattu de savoir si la migration noire rentre ou non dans une grande conspiration politique de la part des Républicains, suspectés d'emballer des swing states pour augmenter leurs chances de succès à l'élection présidentielle de 1880, que les Républicains ont effectivement remportée. De telles accusations, en particulier contre le Gouverneur du Kansas St. John et Thomas Conway, ont été sérieusement envisagé à la fin de 1879, lorsqu'une plus grande attention a été accordée aux migrants noirs en provenance de la Caroline du Nord, qui, incapables d'atteindre le Kansas, ont été redirigés vers l'Indiana.
L'Exode n'a pas été universellement loué par les afro-américains ; en effet, Frederick Douglass a été critique envers le mouvement. Douglass n'est pas en désaccord avec les Exodusters sur le principe, mais il a senti que le mouvement était inopportun et mal organisé.

## Impact des Exodusters
Bien que l'Exode de 1879 a connu un pic de migration noire pendant une courte période de temps, la majeure partie de cette migration vers Kansas s'est produite de façon constante tout au long de la décennie. La population noire de Kansas a augmenté de quelque 26 000 personnes dans les années 1870 . L'historien Nell Painter affirme que « la migration soutenue de quelque 9 500 noirs du Tennessee et du Kentucky vers le Kansas, pendant la décennie dépasse de loin la migration fort médiatisée de 1879, qui n'a pas apporté plus de 4 000 personnes du Mississippi et de la Louisiane ». Dans les années 1870 et la décennie qui a suivi, les noirs ont acheté plus de 20 000 acres (80,9371284 km2) de terres dans le Kansas, et plusieurs des établissements fondé au cours de cette période (p. ex., Nicodemus (en) au Kansas, qui a été fondée en 1877) existent encore aujourd'hui.
Il convient de noter, toutefois, que la migration vers l'ouest des afro-américains n'a pas été limitée à la période Exoduster, et des endroits comme Quindaro Townsite (en) ont prospéré pendant une certaine période avant, pendant, et après le mouvement Exoduster. De même, au début du XXe siècle, la migration noire vers l'Ouest américain et vers le sud-ouest se poursuivent, et plusieurs autres villes entièrement noires sont fondées, en particulier en territoire indien, qui allait devenir l'état de l'Oklahoma.
L'impact de la migration Exoduster sur le traitement par les blancs des afro-américains a été mitigé. D'une part, l'exode a peu contribué à alléger la propension nationale à la violence à l'égard des noirs. Des années 1880 aux années 1930, le lynchage des afro-américains a augmenté, et quelque 3 000 lynchages ont eu lieu au cours de cette période, à l'échelle nationale. D'autre part, la migration Exoduster semble avoir eu un certain impact sur les relations de travail entre les travailleurs agricoles noirs du sud et leurs employeurs blancs. Des allocations temporaires accordées aux comtés ayant le moins de chômag noir incluent de meilleures conditions financières dans les contrats.

## Exodusters dans la fiction
- Gabriel's Story (en), roman de David Anthony Durham (2001).
- Paradise, de Toni Morrison.
- Justin and the Best Biscuits in the World, par Mildred Pitts Walker.
- Why the Dark Man Cries, par Connie Fredricks